# 게오르크 폰 호헨베르크 공작
호헨베르크 공작 게오르크(Georg, Duke of Hohenberg, 1929년 4월 25일 ~ 2019년 7월 25일)는 오스트리아 귀족으로, 사망 당시 합스부르크로렌 가문의 고위 귀족이었다.